# Frank Annese
Ne pas confondre avec Franck Annese, patron de presse français.
Frank Annese est un acteur américain né le 7 janvier 1950 à Boston, Massachusetts (États-Unis).

## Filmographie

### Cinéma
- 1985 : Toubib Academy numéro un (en) (Stitches) de Rod Holcomb et Alan Smithee : Reporter
- 1986 : La Loi de Murphy (Murphy's Law) de J. Lee Thompson : Kelly
- 1987 : House of the Rising Sun de Greg Gold : Louis
- 1989 : Another Chance (en) de Jesse Vint : Russ Wilder / agent
- 2001 : Serial Intentions de Brad Jacques : Rico Carte
- 2006 : Swink de Chris Russell : Mr Coleman

### Télévision

#### Téléfilms
- 1985 : Les Otages (Hostage Flight) de Steven Hilliard Stern : Nasrallah

#### Séries télévisées
- 1983 : Le Juge et le Pilote (Hardcastle and McCormick) : Maddy
- 1983 : Manimal : Seaman
- 1984 : Supercopter (Airwolf) : Major Mufta Ben-Kamal
- 1984 : Riptide : Stu Pittman
- 1984 : Shérif, fais-moi peur (The Dukes of Hazzard) : Blake
- 1984-1985 : Des jours et des vies (Days of Our Lives) : Barry Reid
- 1984 et 1985 : L'Agence tous risques (The A-Team) : Strickland / Senbet
- 1985 : K 2000 (Knight Rider) : Soltis
- 1986 : L'Homme qui tombe à pic (The Fall Guy) : Frank Duncan
- 1986 : Arabesque (Murder, She Wrote) : Ronald Ross
- 1987 : Madame est servie (Who's the Boss?) : Christos
- 1987 : MacGyver (saison 2, épisode 17 "Dalton, l'espion") : L'associé d'Al
- 1987 : Outlaws (en) :
- 1987 : La Loi de Los Angeles (L.A. Law) : Bart Breinan
- 1988 : 21 Jump Street : Angelo
- 1989 : 1st & Ten (en) : Peter Fullbright
- 1989 : Booker : Martin Claymore
- 1990 : Sois prof et tais-toi ! (Head of the Class) :
- 1991 : Vic Daniels, flic à Los Angeles (The New Dragnet) : Greg Elias
- 1991 : Street Justice : Frank Loper
- 1993 : Alerte à Malibu (Baywatch) : Karl Franks
- 1994 : Le Rebelle (Renegade) : Nicholas 'Nicky' Palladino